# Jacopo Guarnieri
Jacopo Guarnieri (født 14. august 1987 i Vizzolo Predabissi) er en tidligere cykelrytter fra Italien, der senest kørte for Lotto Dstny.